# Авит (пресвитер)
Ави́т (лат. Avitus; V век) — пресвитер Браги, писатель, переводчик.
В 415 году, ночью во сне пресвитеру Лукиану в Палестине явился Гамалиил, похоронивший Стефана на собственном земельном участке неподалёку от Иерусалима, в Кафар-Гамале («веси Гамалиила»). Гамалиил велел Лукиану открыть мощи Стефана, что и сделал Лукиан. При открытии могилы, как сообщает Лукиан, воздух наполнился благоуханием, словно в раю, и вокруг исцелилось от болезней и одержимости 73 человека.
Лукиан написал на греческом языке «Послание ко всем Церквам об открытии мощей мученика Стефана», в котором описал данное событие. Мощи Стефана были перенесены в Сионскую церковь в Иерусалиме, часть праха и несколько костей Лукиан передал находившемуся тогда в Палестине испанскому пресвитеру Авиту, который участвовал в Диоспольском Соборе (Лидда, современный Лод) 415 года. Авит перевёл Послание Лукиана на латинский язык; к Посланию Лукиана Авит написал и приложил Письмо собственного сочинения, посвященное открытию мощей.
Часть мощей Авит отправил, вместе с переводом Послания Лукиана и своим Письмом, бражскому епископу Палконию (лат. Palchonius) или Балконию (лат. Balconius). Вёз реликвии Павел Орозий, возвращавшийся на запад после Диоспольского Собора, на котором рассматривались обвинения против Пелагия а затем издал Послание Лукиана на Западе с помощью Орозия, возвращавшийся на запад после Собора в Диосполе, на котором рассматривались обвинения против Пелагия. До Браги Орозий не добрался из-за шедшей тогда в Испании войны. В результате, часть привезённых Орозием реликвий оказалась на Менорке, часть — в североафриканском городе Узалисе, а впоследствии и в нескольких соседних городах.
Обладание святыми мощами для иерусалимского епископа Иоанна способствовало повышению его духовного авторитета в борьбе с пелагианами.
Орозий издал и распространил Послание Лукиана и Письмо Авита на Западе. Об этих событиях сообщает Геннадий Массилийский в 46 и 47 главе своей книги «De viris illustribus». Текст послания Лукиана на греческом языке не сохранился. Латинский перевод Послания Лукиана, в переводе Авита, издан в 41 томе Patrologia Latina. В этом же томе издано сочинение самого Авита «Epistola Ad Palchonium De Reliquiis Sancti Stephani» — «Послание Полконию о мощах Стефана».